# Khalid ben Abdullah Al Saoud
Pour les articles homonymes, voir Abdullah.
Khalid Abdullah, de son nom complet Khalid ben Abdullah Al Saoud, né en 1937 à Taïf et mort le 12 janvier 2021, est un membre de la dynastie saoudienne. Milliardaire, il est principalement connu pour son élevage et son écurie de chevaux de courses, Juddmonte Farms.

## Juddmonte Farms
Regroupés sous le nom de Juddmonte Farms, ses sept haras (quatre en Angleterre, deux en Irlande, et un dans le Kentucky) font de lui l'un des meilleurs propriétaires/éleveurs de la planète. Aux États-Unis, Il a reçu le prix du propriétaire de l'année en 1992, et celui d'éleveur de l'année en 1995. Il est l'éleveur de très nombreux champions, qu'il fait courir sous ses propres couleurs et qu'il confie aux meilleurs entraîneurs en Angleterre (Henry Cecil, John Gosden, Michael Stoute…), en Irlande (Dermot Weld), en France (André Fabre, Pascal Bary, Christiane Head…), et aux États-Unis (Robert J. Frankel). Ses chevaux ont triomphé dans les plus grandes épreuves de la planète (six fois le Prix de l'Arc de Triomphe, trois fois le Derby d'Epsom, quatre fois les 2000 Guinées, etc).
Lauréat du Daily Telegraph Award of Merit en 2002, ses couleurs ont été portées par les phénomènes Frankel (2000 Guinées, Sussex Stakes, Queen Elizabeth II Stakes, International Stakes…) considéré comme l'un des tout meilleurs chevaux de l'histoire, Enable (double lauréate du Prix de l'Arc de Triomphe, Oaks, Irish Oaks, Yorkshire Oaks, King George, Breeders' Cup Turf), Arrogate (Breeders' Cup Classic, Pegasus World Cup, Dubaï World Cup, meilleur cheval du monde en 2016), Dancing Brave (2000 Guinées, King George, Prix de l'Arc de Triomphe) ou Kingman (Irish 2000 Guineas, St. James's Palace Stakes, Sussex Stakes, Prix Jacques Le Marois). Juddmonte Farms a abrité certains des étalons parmi les plus influents de la planète, en premier lieu le chef de race Danehill, mais aussi Rainbow Quest, Dansili, Oasis Dream et ses cracks Frankel et Kingman. Ainsi que de grandes poulinières, à l'image de l'exceptionnelle Hasili. Parmi ses autres champions, citons Workforce (Prix de l'Arc de Triomphe, Derby d'Epsom), Rail Link (Prix de l'Arc de Triomphe), Zafonic (2000 Guinées), Quest for Fame (Derby d'Epsom), Commander in Chief (Derby d'Epsom, Irish Derby), Empire Maker (Belmont Stakes), Ryafan (Meilleure jument sur le gazon aux États-Unis en 1997), Banks Hill (Breeders' Cup Filly & Mare Turf, Prix Jacques Le Marois, Meilleure 3 ans en Europe en 2001, Meilleure jument sur le gazon aux États-Unis en 2001 et 2002), New Bay (Prix du Jockey Club).